# 苏联铁路Ss型电力机车
Ss型电力机车（俄语：Электровоз Сс）是苏联铁路的直流电力机车车型之一，适用于供电制式为3千伏直流电的电气化铁路。

## 发展历史
1920年代末，苏联决定对外高加索铁路在格鲁吉亚境内的泽斯塔波尼至哈舒里区段进行电气化改造，该区段为典型的山区铁路，穿越苏拉姆山口（Сурамский перевал）， 线路最大坡度达到29‰，还有许多小半径曲线。经过研究和论证，苏联交通人民委员部决定在此区段采用已经在欧洲和美国逐步普及的3000伏直流电供电制式，首批电力机车由美国引进，采用通用电气公司制造的S10型电力机车。根据合同规定，通用电气公司为苏联提供八台电力机车，其中两台机车装用通用电气原厂生产的牵引电动机，其余六台机车的牵引电动机通过技术转让，由通用电气公司提供必要的设计图纸和技术文件，在莫斯科的迪纳摩工厂生产。
从1929年开始，苏联已经开始了S10型电力机车的国产化工作。1932年5月1日，迪纳摩工厂成功试制首两台牵引电动机，该电机被定型为DPE-340型（ДПЭ-340）；同年8月，由科洛姆纳工厂制造的机车车体和转向架等机械结构部分送抵迪纳摩工厂并进行总组装。1932年11月，首台国产化机车（Сс11-01）在迪纳摩工厂落成，被定型为Ss型，意为苏联制造的“苏拉姆斯基”（Сурамского）电力机车，并送往北方铁路局的电气化试验区段进行试运行，后投入外高加索铁路运用。1933年，迪纳摩工厂开始小批量生产Ss型电力机车，当年完成生产17台机车。1934年，迪纳摩工厂生产了3台Ss型电力机车后，开始批量生产经过改进的VL19型电力机车。
首三台Ss型电力机车（01～03）配属外高加索铁路局哈舒里机务段，其余18台机车（04～21）配属乌克兰的彼尔姆铁路局丘索夫斯卡亚机务段，担当丘索夫斯卡亚至基泽尔间矿石运输的牵引任务。1934年，外高加索铁路苏拉姆山口区段铁路全面完成牵引动力电气化的改革，电力机车全面替代了原来的E型蒸汽机车，电力牵引显著提高了该区段的运输能力，一台电力机车的牵引能力相当于2.5台蒸汽机车。
至1952年，包括Ss型电力机车在内的所有“苏拉姆斯基”系列电力机车在进行大修时，车内电气线路和设备均改造为与VL19型电力机车相同，并改装功率更大的DPE-400型牵引电机（ДПЭ-400），经过现代化改造（модернизацию）的机车均被赋予后辍“M”。所有Ss型电力机车已于1968年至1974年间陆续停运报废。